# Dioxys distinguenda
Dioxys distinguenda là một loài ong trong họ Megachilidae. Loài này được Popov miêu tả khoa học đầu tiên năm 1936.